# 苏军总政治部
苏军总政治部，是苏军的最高政治工作机关，负责在军队中贯彻落实苏联共产党的各项政策、决定，存在于1919年—1991年。

## 历史

### 名字
各个历史时期，该机构的名字分别是：
- 全俄政治委员局（亦称全俄军事委员局、革命军事委员会全俄执行局）（1918.4.8-1919.4.18）
- 苏维埃俄罗斯共和国革命军事委员会政治处（1919.4.18-1919.5.15）；
- 苏维埃俄罗斯共和国革命军事委员会政治部（1919年5月15日-1922年）；
- 苏联革命军事委员会政治部（1922年-1924年）；
- 苏联工农红军政治部（1924年-1940年）及苏联工农红海军政治部（1937年12月30日-1940年7月）；
- 苏联工农红军总政治宣传部（1940年7月-1941年7月16日）及苏联工农红海军总政治宣传部（1940年7月-1941年7月16日）；
- 苏联工农红军总政治部（1941年7月16日-1946年2月25日）及苏联工农红海军总政治部（1941年7月16日-1946年2月25日）；
- 苏联武装力量总政治部（1946年-1950年）
- 苏联陆军总政治部（1950年-1953年4月）及苏联海军总政治部（1950年-1953年4月）；
- 苏联国防部总政治部（1953年4月-1958年）
- 苏联陆海军总政治部（1958年-1991年）
- 苏联武装力量总军事政治控制部（1991年3月16日）
- 1991年12月1日国防部军人工作委员会。

### 历史
1918年俄国内战全面爆发。一些布尔什维克被党派往前线担任政治委员（在方面军、集团军和军被称作革命军事委员会委员）之后开始出名，如：斯大林、基洛夫、伏龙芝、米高扬、奥尔忠尼启则、伏罗希洛夫和古比雪夫等人。同年，俄国共产党（布尔什维克）第八次代表大会决议成立相关机构。4月8日，根据列宁的倡议在红军中建立了最早的专门政治机关，最高军事委员会主席托洛茨基下令，在军事人民委员部下面成立全俄政治委员局。7月，全俄苏维埃第五次代表大会立法确认了政治委员制度。 9月新成立的共和国革命军事委员会直属全俄政治委员局。
1919年4月18日，根据俄共（布）八大决议，全俄政治委员局改为共和国革命军事委员会政治处。1919年10月，共和国革命军事委员会又规定在连级建立政治指导员制度。1919年底，红军中共有方面军、集团军革命军事委员会委员60名，师、旅、团、营各级政治委员3200名。1920年，俄共（布）中央明确了各级政治机关的等级，规定师政治处相当于区委，集团军政治处相当于省委，方面军政治部相当于州委，革命军事委员会政治部相当于党中央的一个部。 
1921年3月，根据1921年俄共（布）十大决议，共和国革命军事委员会政治部改名为工农红军政治部。1925年，苏联革命军事委员会主席米哈伊尔·伏龙芝决定在部队中实行“一长制”。  
1941年7月16日，联共（布）中央政治局和最高苏维埃主席团正式通过“改组政治宣传机构和在工农红军中实行军事委员制度“的决议，政治委员（军事委员会委员）制度被再次恢复，根据这一决议，工农红军总政治宣传部和工农红海军总政治宣传部也再次更名为工农红军总政治部和工农红海军总政治部。一些著名的党务工作者们被派往红军中担任政治委员（军事委员会委员），著名的有卡岗诺维奇、日丹诺夫、布尔加宁、波诺马连科、赫鲁晓夫和勃列日涅夫。
1946年2月25日，在国防人民委员部和海军人民委员部的基础上成立了苏联武装力量人民委员部，工农红军总政治部和工农红海军总政治部随即更名，即变为苏联武装力量总政治部和苏联海军总政治部。1953年4月，苏联武装力量总政治部和苏联海军总政治部合并为苏联陆海军总政治部。
1991年3月16日，根据苏联总统关于军队非政治化的命令，苏联陆海军总军事政治部改名为苏联陆海军总军事政治部，不再具备党政工作职能，仅是军队单一的教育机构。在苏联处于迅速瓦解的过程中，苏军的总政治部和各级政治机关被撤销，12月1日，总军事政治部改称国防部军人工作委员会。

### 历任领导
- 康斯坦丁·康斯坦丁诺维奇·尤列涅夫（1918-1919.4） 犹太人
- 伊万·捷尼索维奇·斯米尔加（1919.5- ） 拉脱维亚人
  - 副职：亚历山大·格奥尔基耶维奇·别洛博罗多夫（1919.7- ）
- 克里斯蒂安·格奥尔吉耶维奇·拉科夫斯基（1919.9-1920.1） 保加利亚人
- 列昂尼德·彼得罗维奇·谢列布里亚科夫（1920-1921）
- 1921年1月至1922年2月：犹太人谢尔盖·伊万诺维奇·古谢夫（报刊活动家） 犹太人
- 1923年8月28日至1924年1月17日：弗拉基米尔·亚历山德罗维奇·安东诺夫-奥夫谢延科（内战时乌克兰红军总司令）
- 1924年1月17日至1929年1月10日：安德烈·谢尔盖耶维奇·布勃诺夫（原联共（布）中央宣传鼓动部部长）
- 1929年1月10日至1937年5月31日自杀：扬·鲍里索维奇·加马尔尼克（原白俄罗斯共产党（布）第一书记，1935年11月20日被授予一级集团军政委级军衔）
- 1937年6月至1937年12月30日：彼得·亚历山德罗维奇·斯米尔诺夫（列宁格勒军区，后晋升一级集团军政委级，转任红海军政治部主任）
- 1937年12月30日至1940年9月：列夫·扎哈罗维奇·梅赫利斯一级集团军政委级
- 1937年12月30日至1939年3月：红海军政治部主任谢尔盖·帕尔菲奥诺维奇·伊格纳季耶夫（军政委级）
- 1938年至1939年  红海军政治部主任： 谢尔盖·伊格纳季耶夫（军政委级）
- 1939年3月至1946年2月红海军政治部主任：伊万·瓦西里耶维奇·罗戈夫（二级集团军政委级、岸勤上将）
- 1940年9月至1941年6月21日：亚历山大·伊万诺维奇·扎波罗热茨一级集团军政委级
- 1941年6月21日至1942年6月12日：列夫·扎哈罗维奇·梅赫利斯一级集团军政委级
- 1942年6月12日至1945年5月10日：亚历山大·谢尔盖耶维奇·谢尔巴科夫上将
- 1945年8月9日至1949年2月：约瑟夫·瓦西里耶维奇·希金上将
- 1949年2月至1950年3月：费奥多尔·费多罗维奇·库兹涅佐夫上将
- 1950年2月至1953年3月6日：苏联海军总政治部主任谢苗·叶戈罗维奇·扎哈罗夫（海军上将）
- 1950年3月之1950年7月：康斯坦丁·瓦西里耶维奇·克赖纽科夫（中将）
- 1950年7月至1953年4月：费奥多尔·费多罗维奇·库兹涅佐夫上将
- 1953年3月6日至1953年3月16日：苏联海军总政治部主任列昂尼德·伊里奇·勃列日涅夫（海军少将）
- 1953年4月至1958年1月：阿列克谢·谢尔盖耶维奇·热尔托夫上将
- 1958年1月至1962年4月30日：菲利普·伊万诺维奇·戈利科夫（大将，1961年晋升苏联元帅）
- 1962年4月30日至1985年7月17日病逝：阿列克谢·阿列克谢耶维奇·叶皮谢夫大将
  - 1984年至1988年副职：德米特里·沃尔科戈诺夫
- 1985年7月17日至1990年7月：阿列克谢·德米特里耶维奇·利济切夫大将
- 1990年7月至1991年8月29日：尼古拉·伊万诺维奇·什利亚加上将